# Nathan Broder
Nathan Broder (* 1. Dezember 1905 in New York; † 16. Dezember 1967 ebenda) war ein US-amerikanischer Musikwissenschaftler und Herausgeber.

## Leben und Werk
Nathan Broder studierte am City College in New York und nahm daneben privaten Musikunterricht.
Nathan Broder übernahm sukzessive die Leitung mehrerer Abteilungen beim Musikverlag G. Schirmer Inc. Von 1946 bis 1952 hielt er an der Columbia University Vorlesungen. Seit 1945 wirkte er als Mitherausgeber des The Musical Quarterly. Neben zahlreichen Besprechungen, Lexikonartikeln und Beiträgen zu Zeitschriften (hauptsächlich über Wolfgang Amadeus Mozart im American Music Lover) schrieb er Samuel Barber (New York 1954), The Wind-Instruments in Mozart's Symphonies (MQ XIX, 1933), Mozart and the „Clavier“ (MQ XXVII, 1941), American Music and American Orchestras (MQ XXVIII, 1942), The Music of William Schumann (MQ XXXI, 1945), The Music of Samuel Barber (MQ XXXIV, 1948) und The First Guide to Mozart (MQ XLII, 1956).
Nathan Broder war ab 1963 in leitender Stellung im Verlag W. W. Norton & Company in New York tätig. Von 1961 bis 1965 war er Leiter der amerikanischen Sektion von RISM und von 1962 bis 1964 wirkte er als Präsident der American Musicological Society. Er gab eine kritische Edition von Mozarts Sonaten und Phantasien für Klavier (Bryn Mawr/Pa. 1956) sowie eine Sammlung von Opernlibretti in englischer Übersetzung von Wystan Hugh Auden und anderen mit von ihm verfassten Aufsätzen als The Great Operas of Mozart (New York 1964) heraus. Weiterhin gab er die Diskographie The Collector’s Bach (= Keystone Books in Music III, Philadelphia 1958) und Contemporary Music in Europe zusammen mit Paul Henry Lang (= MQ LI, 1965, H 1, auch separat London 1966) heraus. Von seinen neueren Aufsätzen sei The beginning of the Orchestra (JAMS XIII, 1960) herausgehoben.